# Steve Merrill

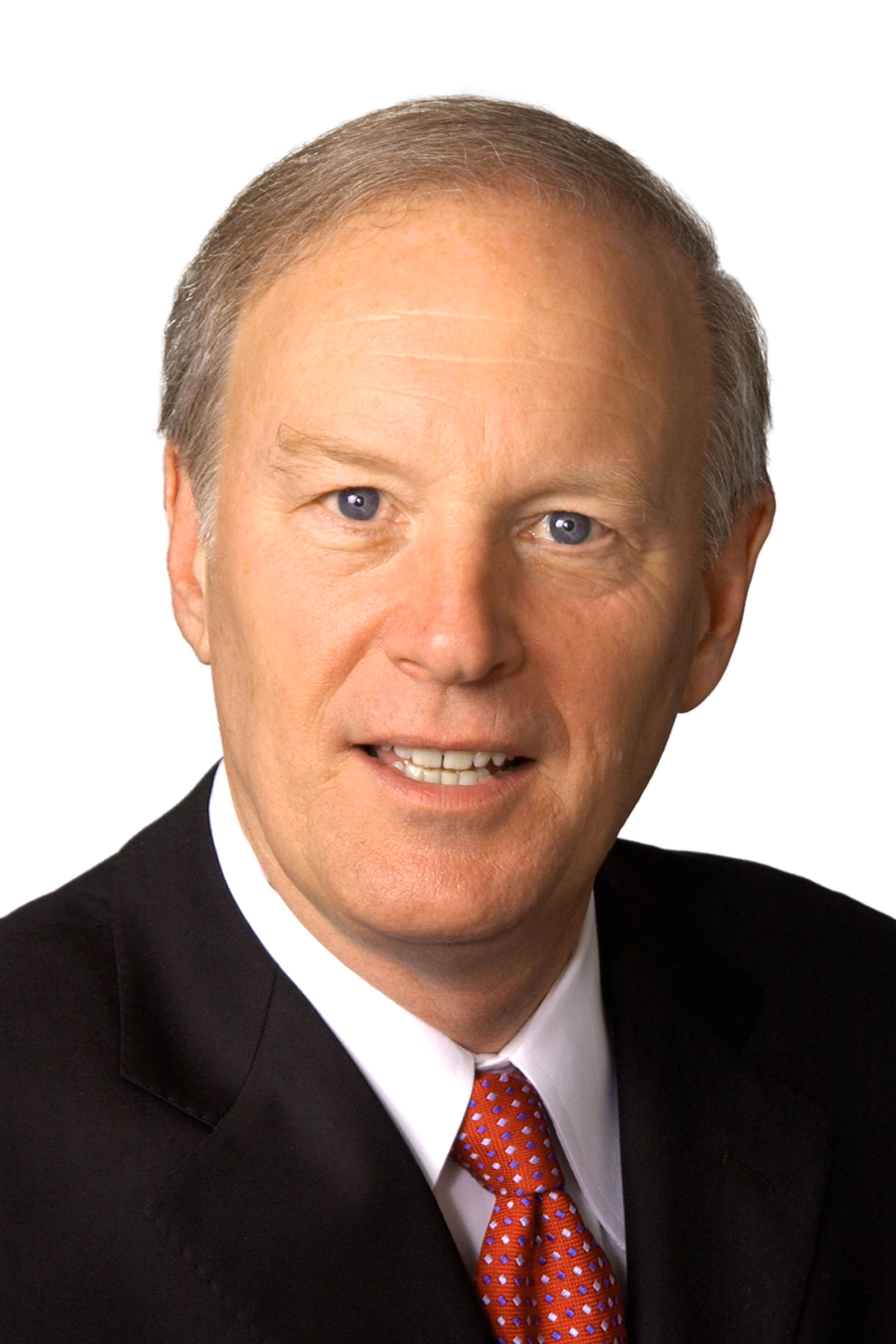
Steve Merrill (2006)

Stephen Everett „Steve“ Merrill (* 21. Juni 1946 in Hampton, Rockingham County, New Hampshire; † 5. September 2020) war ein US-amerikanischer Politiker (Republikaner). Er war von 1993 bis 1997 Gouverneur des Bundesstaates New Hampshire.

## Frühe Jahre und politischer Aufstieg
Steve Merrill wuchs in Hampton auf und besuchte später die University of New Hampshire, an der er bis 1969 Geschichte studierte. Danach absolvierte er an der Georgetown University bis 1972 ein Jurastudium. Zwischen 1972 und 1976 war er als Rechtsanwalt Mitglied der US-Luftwaffe. Von 1975 bis 1976 war er juristischer Berater des stellvertretenden Luftwaffenministers. Als er 1976 aus dem Dienst dieser Waffengattung ausschied, hatte er es bis zum Hauptmann gebracht.
Merrill wurde Mitglied der Republikanischen Partei. Zwischen 1976 und 1984 arbeitete er als privater Rechtsanwalt in Manchester. Von 1984 bis 1989 amtierte er unter Gouverneur John H. Sununu als Attorney General seines Staates. Im November 1992 wurde er zum neuen Gouverneur von New Hampshire gewählt.

## Gouverneur von New Hampshire
Steve Merrill trat sein neues Amt am 7. Januar 1993 an. Nach einer Wiederwahl im Jahr 1994 konnte er bis zum 9. Januar 1997 im Amt bleiben. Gleich zu Beginn seiner Amtszeit sah er sich mit dem Problem eines Defizits von 40 Millionen Dollar im Staatshaushalt konfrontiert. Steuererhöhungen kamen nicht in Frage, weil ein Gericht einen solchen Vorschlag seines Vorgängers Judd Gregg für verfassungswidrig erklärt hatte. In der Folge wurden der Staatshaushalt nach unten korrigiert und Ausgaben gekürzt. Durch einen dann einsetzenden wirtschaftlichen Aufschwung bekam der Gouverneur die finanzielle Lage in den Griff. Im weiteren Verlauf seiner Amtszeit zeichnete er sich durch einen verantwortungsvollen Umgang mit den Finanzen aus, wofür er regional und national gelobt wurde. Zweimal wurde er vom Wall Street Journal zum auf finanziellem Gebiet verantwortungsvollsten Gouverneur der Vereinigten Staaten gewählt.
Am Ende seiner zweiten Amtszeit lehnte er eine erneute Kandidatur ab, um mehr Zeit für seine Familie zu bekommen. Mit seiner Frau Heather Walker hatte Gouverneur Merrill zwei Kinder.